# Palmyra (Indiana)
Palmyra es un pueblo ubicado en el condado de Harrison en el estado estadounidense de Indiana. En el Censo de 2010 tenía una población de 930 habitantes y una densidad poblacional de 280,53 personas por km².

## Geografía
Palmyra se encuentra ubicado en las coordenadas 38°24′29″N 86°6′29″O / 38.40806, -86.10806. Según la Oficina del Censo de los Estados Unidos, Palmyra tiene una superficie total de 3.32 km², de la cual 3.21 km² corresponden a tierra firme y (3.28%) 0.11 km² es agua.

## Demografía
Según el censo de 2010, había 930 personas residiendo en Palmyra. La densidad de población era de 280,53 hab./km². De los 930 habitantes, Palmyra estaba compuesto por el 96.13% blancos, el 0.11% eran afroamericanos, el 0.22% eran amerindios, el 1.61% eran asiáticos, el 0% eran isleños del Pacífico, el 0% eran de otras razas y el 1.94% pertenecían a dos o más razas. Del total de la población el 0.97% eran hispanos o latinos de cualquier raza.